# Quốc kỳ Nga
Quốc kỳ Nga (tiếng Nga: Государственный флаг Российской Федерации, Quốc kỳ Liên bang Nga) hiện nay là một lá cờ gồm ba dải màu nằm ngang có chiều rộng bằng nhau, màu trắng ở trên cùng, màu xanh lam ở giữa và màu đỏ ở dưới cùng. Lá cờ này xuất hiện từ thời Sa quốc Nga (ngoại trừ năm 1858 có 3 màu đen, vàng, trắng). Trong khoảng thời gian 1917-1991, chế độ Liên Xô sử dụng lá cờ màu đỏ mang biểu tượng búa liềm, lá cờ tam tài bị cấm đoán. Năm 1991, Liên Xô sụp đổ, lá cờ ba màu trắng-lam-đỏ lại trở thành quốc kỳ của Liên bang Nga (có một lần sửa đổi vào năm 1993) và một lần nữa tung bay trên nóc điện Kremli.
| Thứ tự  | Trắng       | Lam      | Đỏ        |
| ------- | ----------- | -------- | --------- |
| Pantone | White       | 286C     | 485C      |
| RGB     | 255-255-255 | 0-57-166 | 213-43-30 |
| HTML    | #FFFFFF     | #0039A6  | #D52B1E   |

## Quốc kỳ Nga qua các giai đoạn lịch sử

Đại công quốc Moskva (1283 – 1547)
Sa quốc Nga (1547 – 1668)
Sa quốc Nga (1668 – 1699)
Sa quốc Nga (1699 – 1721)
Đế quốc Nga (1721 – 1858)
Đế quốc Nga (1858 – 1883)
Đế quốc Nga (1883 – 1914)
Đế quốc Nga (1914 – 1917)
Đế quốc Nga (1914 – 1917) (phiên bản khác)
Cộng hòa Nga (3/1917 – 11/1917)
Cộng hòa Xã hội chủ nghĩa Xô viết Liên bang Nga (11/1917 – 1918)
Cộng hòa Xã hội chủ nghĩa Xô viết Liên bang Nga (1918 – 1925)
Cộng hòa Xã hội chủ nghĩa Xô viết Liên bang Nga (1925 - 1937)
Cộng hòa Xã hội chủ nghĩa Xô viết Liên bang Nga (1937 – 1954)
Cộng hòa Xã hội chủ nghĩa Xô viết Liên bang Nga (1954 – 1991)
Liên bang Nga (1991 – 1993)
Liên bang Nga (1993 – nay)